# Franco Fabrizi
Pour les articles homonymes, voir Fabrizi.
Franco Fabrizi est un acteur italien, né le 15 février 1916 à Cortemaggiore, où il est mort le 18 octobre 1995. 

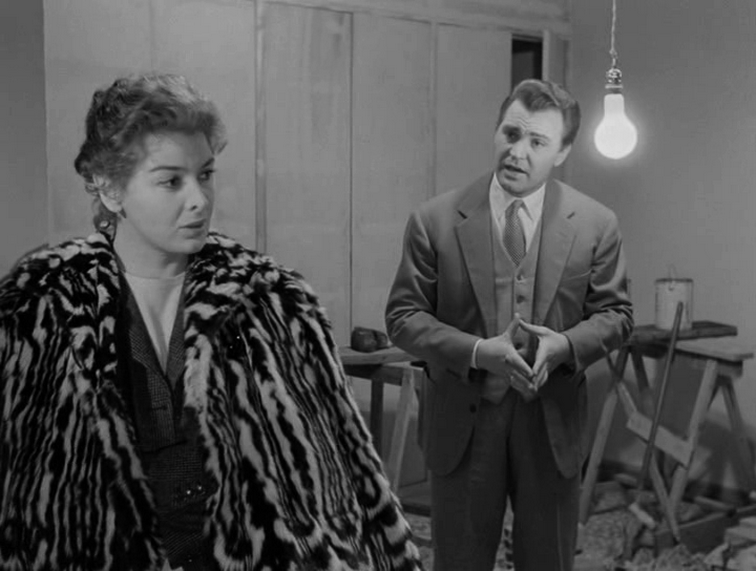
Eleonora Rossi Drago et Franco Fabrizi, dans Femmes entre elles (1955) de Michelangelo Antonioni.

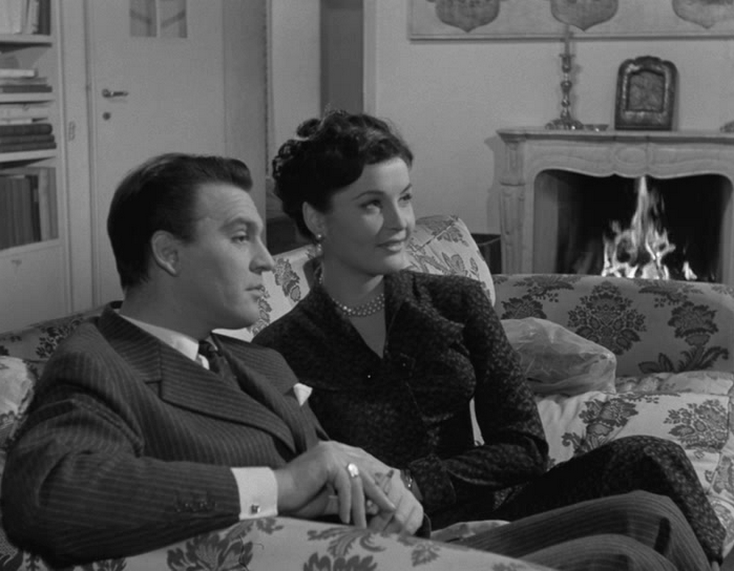
Franco Fabrizi et Yvonne Furneaux, dans une autre scène de Femmes entre elles d'Antonioni.

Il est également apparu sous le nom de Franco Fabrizzi ainsi que sous le pseudonyme de Fabrizzi Franco.
Il est inhumé dans le cimetière de sa ville natale et chère aimée « Cortemaggiore ».

## Biographie
Franco Fabrizi naît sous le nom de Francesco Fabbrizzi en 1916 à Cortemaggiore, en Émilie-Romagne.
Quittant sa famille relativement tôt, Franco Fabrizi est d'abord acteur de romans-photos, puis mannequin. Il s'essaie au théâtre, puis obtient un rôle dans un film de Michelangelo Antonioni, Chronique d'un amour, en 1950. Dès lors, il se consacre entièrement au cinéma.
Fabrizi a tourné dans plus de 120 films de 1950 à 1992. Parmi ses nombreux rôles, on peut citer celui de Fausto et de ses deux rôles secondaires d'hommes d'affaires Italiens et machistes aux côtés de Louis de Funès dans Le Petit Baigneur (1968) et L'Homme orchestre (1970), ainsi que dans Les Vitelloni de Federico Fellini (1953), qui a véritablement lancé sa carrière.
Il meurt des suites d'un cancer le 18 octobre 1995 dans sa ville natale de Cortemaggiore.

## Filmographie partielle
- 1950 : Chronique d'un amour (Cronaca di un amore) de Michelangelo Antonioni
- 1952 : Le Chevalier des croisades (La leggenda di Genoveffa) d'Arthur Maria Rabenalt
- 1952 : Carica eroica de Francesco De Robertis
- 1952 : Ragazze da marito d'Eduardo De Filippo
- 1952 : La Prisonnière de la tour de feu (La prigioniera della torre di fuoco) de Giorgio Walter Chili
- 1952 : Eran trecento... (aussi La spigolatrice di Sapri) de Gian Paolo Callegari
- 1953 : Les Vitelloni (I Vitelloni) de Federico Fellini
- 1953 : Larmes d'amour (Torna!) de Raffaello Matarazzo
- 1954 : La Belle Romaine (La Romana) de Luigi Zampa
- 1955 : Il bidone (Il Bidone) de Federico Fellini
- 1955 : Femmes entre elles (Le Amiche) de Michelangelo Antonioni
- 1955 : Cette folle jeunesse (Racconti romani) de Gianni Franciolini
- 1956 : Una pelliccia di visone de Glauco Pellegrini
- 1957 : Sait-on jamais... de Roger Vadim
- 1957 : Ces sacrés étudiants (Noi siamo le colonne) de Luigi Filippo D'Amico
- 1957 : Maris en liberté (Mariti in città) de Luigi Comencini
- 1957 : La Femme du jour de Francesco Maselli
- 1958 : Femmes d'un été (Racconti d'estate) de Gianni Franciolini
- 1958 : Le dritte de Mario Amendola
- 1959 : Un témoin dans la ville d'Édouard Molinaro Le chauffeur de Taxi Parisien
- 1959 : Meurtre à l'italienne (Un maledetto imbroglio), de Pietro Germi
- 1959 : R.P.Z. appelle Berlin de Ralph Habib
- 1959 : Les Nuits de Lucrèce Borgia de Sergio Grieco
- 1959 : Les Surprises de l'amour (Le sorprese dell'amore) de Luigi Comencini : Battista
- 1960 : La Rue des amours faciles (Via Margutta) de Mario Camerini : Giosue
- 1961 : Les Horaces et les Curiaces (Orazi e Curiazi) de Ferdinando Baldi et Terence Young
- 1961 : I soliti rapinatori a Milano, de Giulio Petroni : Franco
- 1961 : Une vie difficile de Dino Risi
- 1962 : Un dimanche d'été (Una domenica d'estate) de Giulio Petroni
- 1962 : Copacabana Palace de Steno
- 1962 : Le Reflux de Paul Gégauff
- 1963 : Gli onorevoli de Sergio Corbucci
- 1963 : Tempête sur Ceylan (Das Todesauge von Ceylon) de Giovanni Roccardi et Gerd Oswald
- 1963 : Le Rat d'Amérique de Jean-Gabriel Albicocco
- 1963 : Le Jour le plus court (Il giorno più corto) de Sergio Corbucci
- 1964 : Casablanca, nid d'espions de Henri Decoin
- 1965 : Je la connaissais bien (Io la conoscevo bene) d'Antonio Pietrangeli
- 1966 : Question d'honneur, (Una questione d'onore) de Luigi Zampa
- 1966 : Ah ! Quelle nuit, les amis ! (Che notte, ragazzi!) de Giorgio Capitani
- 1966 : Belles dames, vilains messieurs (Signore & signori) de Pietro Germi
- 1966 : Le facteur s'en va-t-en guerre de Claude Bernard-Aubert
- 1967 : Le vicomte règle ses comptes de Maurice Cloche
- 1968 : Le Petit Baigneur de Robert Dhéry
- 1968 : Pas folles, les mignonnes (Le dolci signore) de Luigi Zampa
- 1970 : L'Homme orchestre de Serge Korber
- 1971 : Mort à Venise (Morte a Venezia) de Luchino Visconti
- 1971 : Scandale à Rome de Carlo Lizzani
- 1972 : Société anonyme anti-crime (La polizia ringrazia) de Stefano Vanzina
- 1972 : L'Empire du crime (La mala ordina) de Fernando Di Leo
- 1974 : Touche pas à la femme blanche de Marco Ferreri
- 1974 : Permettez-moi, Madame, d'aimer votre fille de Gian Luigi Polidoro
- 1974 : La Lame infernale (La polizia chiede aiuto) de Massimo Dallamano
- 1974 : La police a les mains liées (La polizia ha le mani legate) de Luciano Ercoli
- 1975 :  L'Agression de Gérard Pirès
- 1975 : La bête tue de sang-froid (L'ultimo treno della notte) d'Aldo Lado
- 1975 : Les Maîtres de Luigi Zampa
- 1978 : L'Affaire suisse de Max Peter Ammann
- 1980 : Action de Tinto Brass
- 1985 : La Chute de Mussolini (Mussolini and I), mini-série d'Alberto Negrin
- 1986 : Ginger et Fred (Ginger e Fred) de Federico Fellini
- 1984 : Aurora (Qualcosa di biondo) de Maurizio Ponzi
- 1992 : Ricky & Barabba (it) de Christian De Sica